# Besztercsény
Besztercsény (szlovákul Bystričany) község Szlovákiában, a Trencséni kerületben, a Privigyei járásban.

## Fekvése
Privigyétől 17 km-re délnyugatra, a Nyitra folyó bal oldalán fekszik. Nyitraszeg és Oszlánykisfalud tartozik hozzá.

## Története
A falut 1388-ban „Byztriche" alakban említik először, ekkor Keselőkő várának uradalmához tartozott. Ezután különböző nemesi családok birtoka, így 1601-ben a Dóczyaké, később a Hunyady és a Lessenyey-Nagy családé. 1536-ban malma is volt a településnek. 1601-ben 77 házat számláltak a településen. 1715-ben kézművesei között három tímár is működött. 1720-ban 25 adózó háztartása létezett. A 18. században a barsi kézművesipar egyik központja. Kézművesei híres szita és fazsindely készítők voltak, a lakosság főként mezőgazdasággal foglalkozott. A falu patrónusa Szent György, őt ábrázolja a község 1721-ből származó legrégibb pecsétje is. 1828-ban 98 házában 686 lakos élt, akik főként mezőgazdasággal foglalkoztak.
Vályi András szerint: „BESZTERICZIN. Elegyes falu Bars Vármegyében, lakosai katolikusok, határbéli földgye jó, réttyei bőven termők, piatzozása könnyű, fája, makkja elég, fenyves erdei is vagynak, első Osztálybéli."
Fényes Elek szerint: „Bisztricsény, tót falu, Bars az uj rend. szerint Nyitra vármegyében, ut. p. Oszlánhoz 1/2 mfd. 681 katholikus, 5 evangelikus lak. Gyümölcse, fája, szénája, gabonája bőven van. F. u. többen."
Bars vármegye monográfiája szerint: „Bisztricsény, nyitravölgyi tót kisközség, a Bisztra patak mellett, melytől úgy látszik nevét is vette, minthogy Bisztra átlátszó folyóvizet jelent. 1508-ban Biszterczen néven mint Kesselőkő vár tartozéka szerepelt, a mikor e birtokot János esztergomi érsek Ilsvai Leusták nádor gyermekeinek visszaadja. Későbbi birtokosai 1434-től kezdve a Majthényiak, azután ezek során a Lessenyey és a Matkovich családok, az utóbbi időben pedig a Majthényi testvérek és Detrich Gyula. A XVIII. század második felében nevének két változatával találkozunk, úgymint Bistrizin és Bistricsány. Templomát a vallásalap 1841-ben építtette. A községben két kúria is van, melyeket még a Lessenyey-Nagy család építtetett, ezek közül az egyik a Majthényiak birtokába jutott, a másik pedig a Matkovich családé volt s kihaltával a Detrich családé lett. A község lakosainak száma 732. Posta van a községben, táviró és vasúti állomás pedig Nyitraszeg."
A trianoni diktátumig Bars vármegye Oszlányi járásához tartozott.
1921 és 1937 között a Majthényi család uradalmának része. A településen két kőbánya és egy faüzem is működött.

## Népessége
| Év:            | 1994. | 2004.   | 2014.   | 2024.   |
| -------------- | ----- | ------- | ------- | ------- |
| Emberek száma: | 1796  | 1828    | 1806    | 1739    |
| Eltérés:       |       | +1,78 % | -1,20 % | -3,70 % |

| Év:            | 2023. | 2024.   |
| -------------- | ----- | ------- |
| Emberek száma: | 1754  | 1739    |
| Eltérés:       |       | -0,85 % |

1910-ben 964, túlnyomórészt szlovák anyanyelvű lakosa volt.
2001-ben 1808 lakosából 1789 szlovák volt.
2011-ben 1831 lakosából 1742 szlovák volt.
2021-ben 1785 lakosából 1765 (+5) szlovák, 1 (+2) magyar, 2 (+1) cigány, (+2) ruszin, 11 (+2) egyéb és 6 ismeretlen nemzetiségű volt.

## Híres személyek
- Nyitraszegen született 1820-ban Kubinyi Zsigmond ügyvéd, Nyitra vármegye tiszti főügyésze, alispánja, budapesti királyi táblabíró.

## Nevezetességei

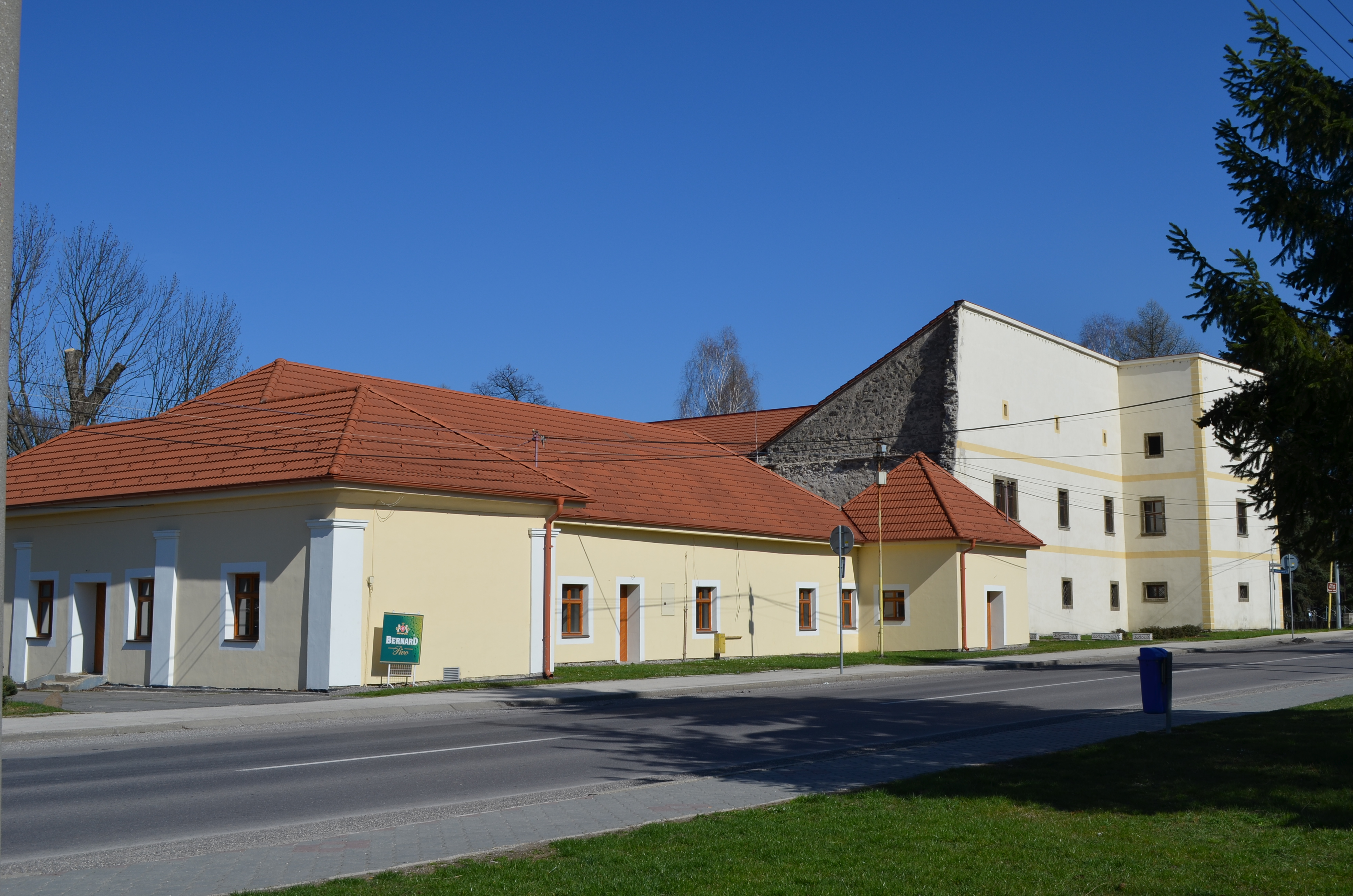
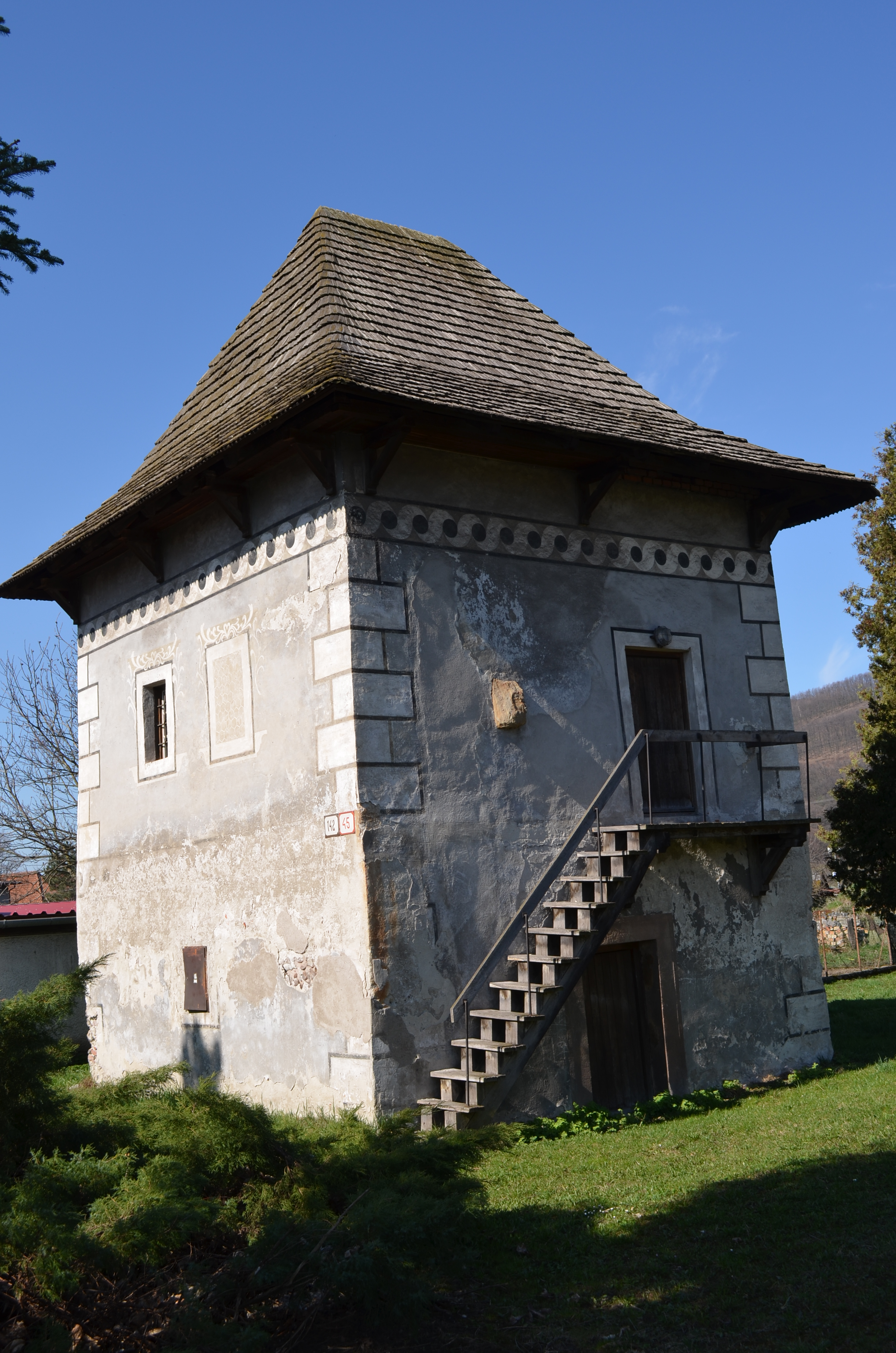

- A Szentháromság tiszteletére szentelt, római katolikus temploma 1808-ban épült. A 19. század második felében bővítették.
- Nyitraszeg Szent Anna temploma a 12. századból származik.
- Két saroktornyos ódon kastélya a 17. században épült.
- Oszlánykisfalud fa haranglába, sárgaréz haranggal.
- Nyitraszegi termálfürdő.

## Lásd még
- Nyitraszeg
- Oszlánykisfalud